# New Baltimore (Pennsylvania)
New Baltimore è un comune (borough) degli Stati Uniti d'America, situato nello stato della Pennsylvania, nella contea di Somerset.